# Copidostoma
Copidostoma là một chi bướm đêm thuộc phân họ Tortricinae của họ Tortricidae.

## Các loài
- Copidostoma chrysodoris Diakonoff, 1954